# Stefania Sandrelli

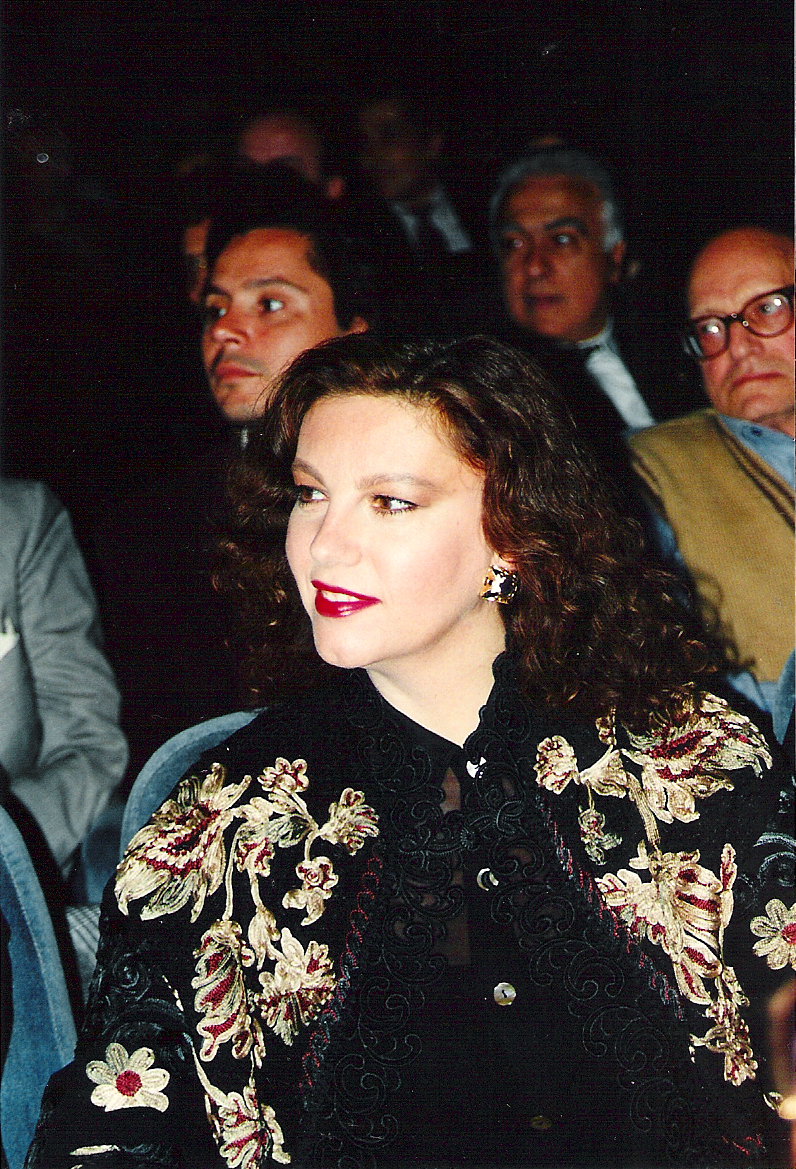
Stefania Sandrelli 2008.

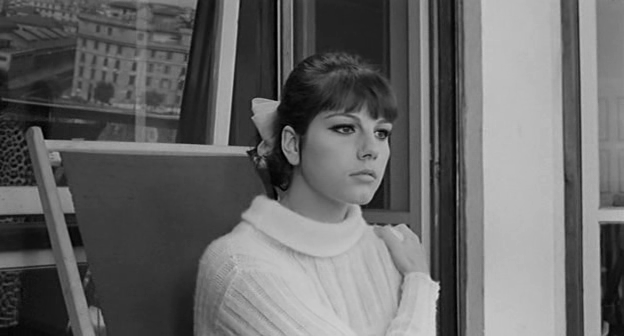
Stefania Sandrelli i filmen Io la conoscevo bene (1965).

Stefania Sandrelli, född 5 juni 1946 i Viareggio i Lucca i Toscana, är en italiensk skådespelare, bland annat känd för sina många roller i filmer inom commedia all'italiana.

## Filmografi i urval
- 1961 – Skilsmässa på italienska
- 1963 – Schakalerna
- 1964 – Förförd på italienska
- 1965 – Io la conoscevo bene
- 1970 – Fascisten
- 1974 – Vi som älskade varann så mycket
- 1976 – 1900
- 1980 – Terrassen
- 1987 – Familjen
- 1988 – Den lilla djävulen
- 1992 – Ät mej!
- 1994 – Kärlek och skuggor
- 1996 – Stulen skönhet
- 2001 – Sista kyssen
- 2010 – La prima cosa bella